# Parc Tournay-Solvay
 (août 2025).
Si vous disposez d'ouvrages ou d'articles de référence ou si vous connaissez des sites web de qualité traitant du thème abordé ici, merci de compléter l'article en donnant les références utiles à sa vérifiabilité et en les liant à la section « Notes et références ».
 (août 2025).
Le parc Tournay-Solvay (en néerlandais : Tournay-Solvaypark) est un parc situé dans la commune de Watermael-Boitsfort à Bruxelles en Belgique. Il se situe entre la chaussée de la Hulpe et la ligne de chemin de fer Bruxelles-Namur. Ce parc paysager résulte d'aménagements successifs réalisés par la famille Solvay à la fin du XIXe siècle et au début du XXe siècle. 

## Histoire
En 1881, Alfred Solvay, frère et associé de l'industriel Ernest Solvay fait construire une maison de campagne sur le Vijverberg. Les architectes Constant Bosmans et Henri Vandeveld érigent un bâtiment de style néo-Renaissance flamande, avec une alternance de pierres blanches et de briques rouges. Il est entouré d'un parc paysager qui entoure les bâtiments discrètement implantés, tient compte du relief et ménage des espaces sauvages.

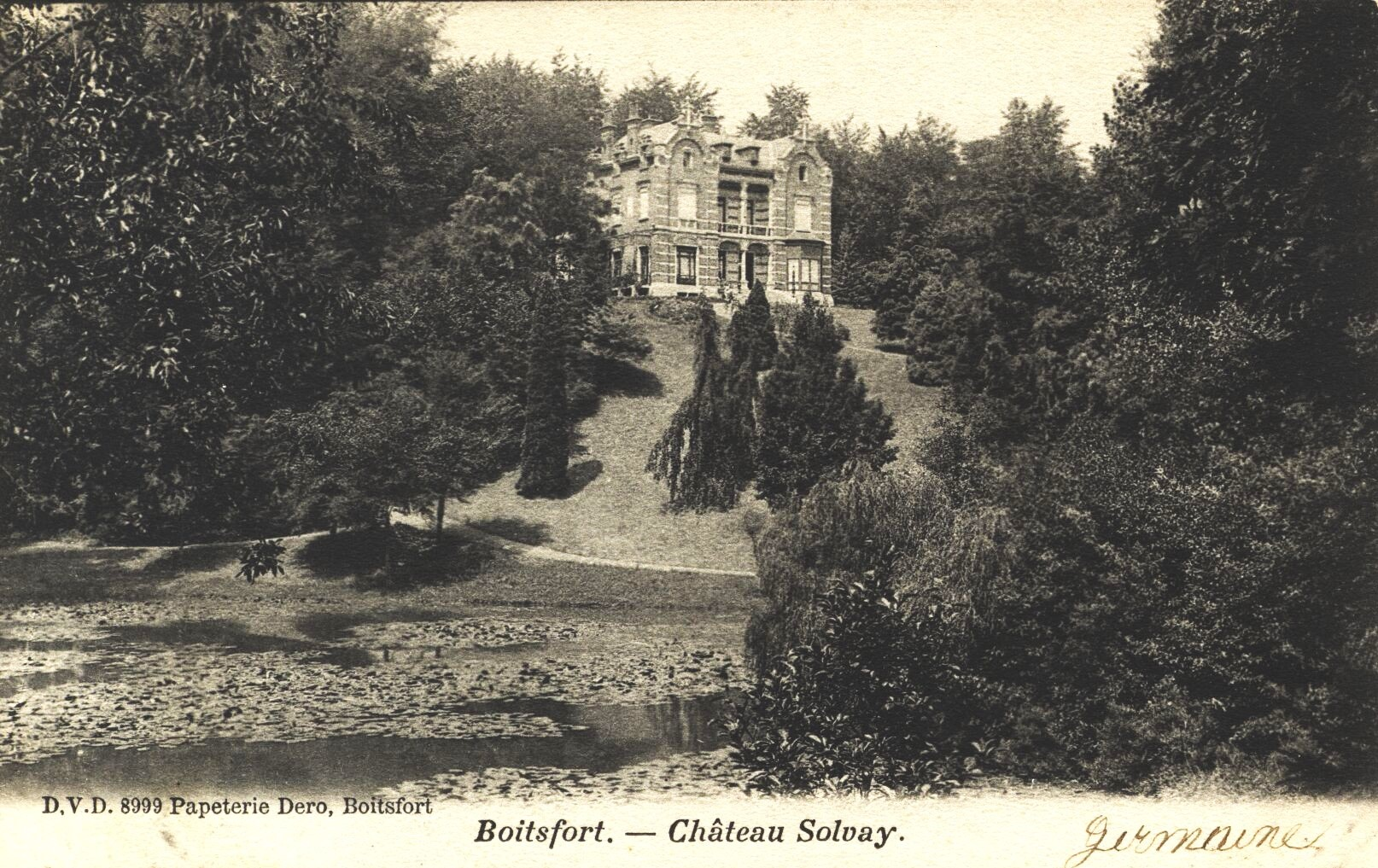
Château vers 1910.

Le parc est agrandi vers la chaussée de la Hulpe dès 1894 (7 ha) sous l'impulsion de Marie Masson, veuve d'Alfred Solvay. Sa fille, Thérèse, épouse l'avocat bruxellois Emile Tournay dont le patronyme complète le nom de la propriété. 
Vers 1905, l'architecte Jules Brunfaut y ajoute une double tour, un grand arc en berceau au rez-de-chaussée et une loggia fermée au premier étage, lui conférant l'allure d'un château. Le parc quant à lui est aménagé en 1911 par l'architecte de jardins Jules Buyssens, qui réalise également la roseraie classique en 1924.
Après le décès de Thérèse Tournay-Solvay (1973), la fille d'Alfred Solvay, la propriété est vendue par ses héritiers à une société immobilière qui souhaite construire des bureaux. Le projet n'ayant pas abouti, la propriété reste à l'abandon jusqu'à son rachat par la Région bruxelloise en 1980. Elle est ouverte au public l'année suivante. En 1982, le château est ravagé par un incendie d'origine criminelle, qui le réduit, faute de réaction des pouvoirs publics, à l'état de ruines. 

### Un parc paysager intime
Composé de paysages variés, le parc Tournay-Solvay recèle en une diversité de milieux étonnante dans un espace qui ne dépasse pas 4 hectares à la lisière de la forêt de Soignes. Le relief est utilisé soit pour créer des perspectives plongeantes, soit pour créer des coins d'intimité et de mystère. Au sommet, un jardin classique à l'anglaise ; sur les pentes, une strate arborescente de la forêt à base de hêtres ; dans la vallée, des espaces semi-naturels à la végétation typique des zones humides.

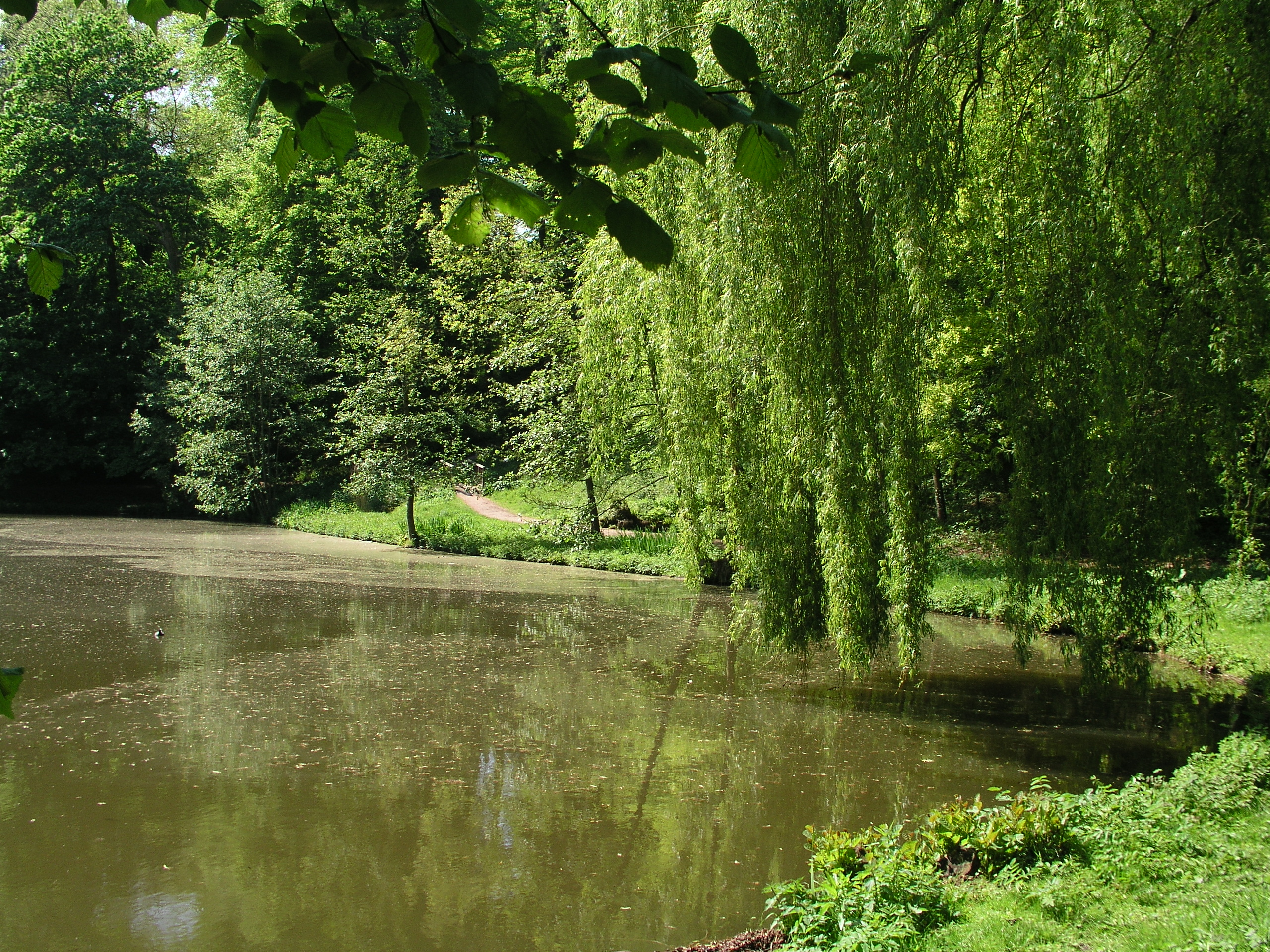
L'étang du parc Tournay-Solvay.

Près de l'entrée principale située chaussée de La Hulpe, de vastes pelouses sont plantées d'essences décoratives, d'origine exotique ou horticole, parmi lesquelles on citera le noisetier de Byzance, le séquoia géant, le cèdre de l'Atlantique, la pruche, l'érable à feuilles de frêne et l'hamamélis. 
La roseraie et le jardin potager-fruitier ont été restaurés par l'architecte-paysagiste Jacques Boulanger-Français en 1985.
La strate arborescente des pentes qui conduisent aux étangs est la même que celle de la forêt de Soignes toute proche. Plantés serrés, ces grands hêtres ont un aspect de cierges élancés au pied desquels rien ne pousse.
Les étangs sont alimentés par de nombreuses sources et par le ruisseau des Enfants Noyés qui prend sa source en forêt. Ils sont bordés d'une prairie présentant un mélange d'espèces indigènes des bords d'étang et d'espèces cultivées à bulbe.
Derrière les étangs, la colline abrite un verger, composé de quelques variétés de pommiers et de cerisiers. En toile de fond, le potager est entouré de ses hauts murs caractéristiques. Il a été restauré à l'identique. 
Le parc a été intégré dans la Promenade verte.

### La restauration du Château Tournay-Solvay

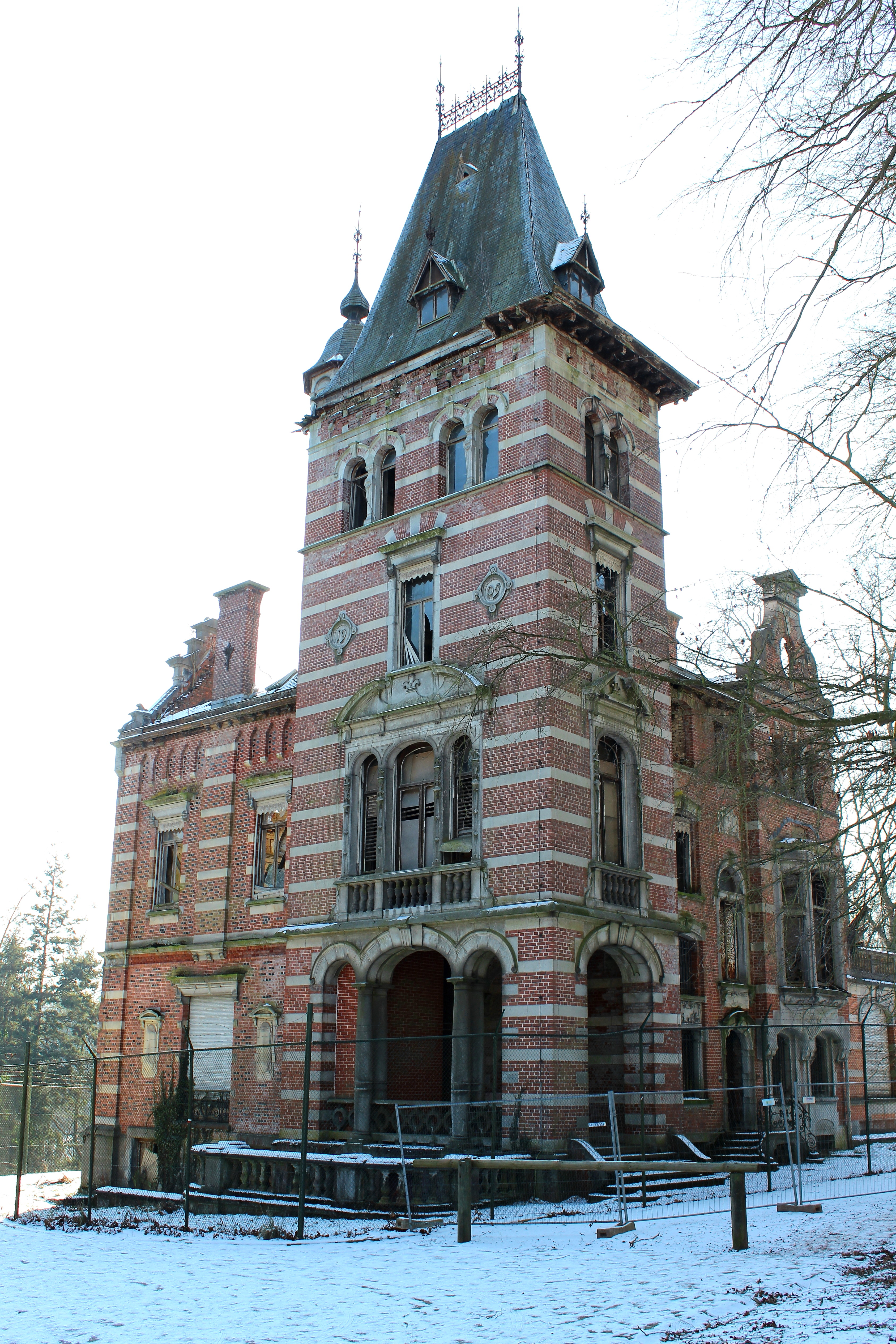
Ruines du château.

À l'époque de l'incendie (1982) le bâtiment est encore récupérable moyennant d'importantes dépenses qui ne seront hélas consenties, ni par le public, ni par le privé.
On s'accommodera dès lors, au niveau de la commune de Watermael-Boitsfort, d'un lent mais continu pourrissement des lieux, qui culmine en 2012 avec l'encerclement, toujours plus étendu, du Château par des barrières Nadar, ceci afin de sécuriser les lieux des chutes éventuelles de pierres, morceaux etc.
Des travaux de conservation et de stabilisation ont finalement été initiés par la régie foncière régionale, dès l'été 2014, sous l'impulsion du Ministre-Président de la Région bruxelloise, Rudi Vervoort. En 2015, les travaux de sauvegarde structuraux ont été réalisés par AAC Architecture. La mission d'auteur de projet visant la restauration complète du château a par ailleurs été confiée à l'architecte Francis Metzger, connu notamment pour la restauration d'un autre fleuron de l'architecture néo-Renaissance flamande à Watermael-Boitsfort, le Château Charle-Albert.
La Région Bruxelles-Capitale annonce que les débuts des travaux sont prévus d'ici le second semestre 2019 et qu'un budget de 4,5 millions d'euros a été dégagé. Il est prévu d'en faire un centre interuniversitaire en physique par l'UCLouvain, l'université libre de Bruxelles, la KU Leuven et la Vrije Universiteit Brussel en physique théorique. Le château devrait faire rayonner les travaux de Robert Brout, du prix Nobel de physique François Englert et de Georges Lemaître  à l'origine de la théorie du Big Bang. Entamé en 2022, le château rénové a été inauguré en 2024 et aura coûté 5,6 millions d'euros. De nombreux aménagements restent à faire pour que le centre BEL (Brout, Englert et Lemaître) puisse s'y implanter.

## Édifices et monuments

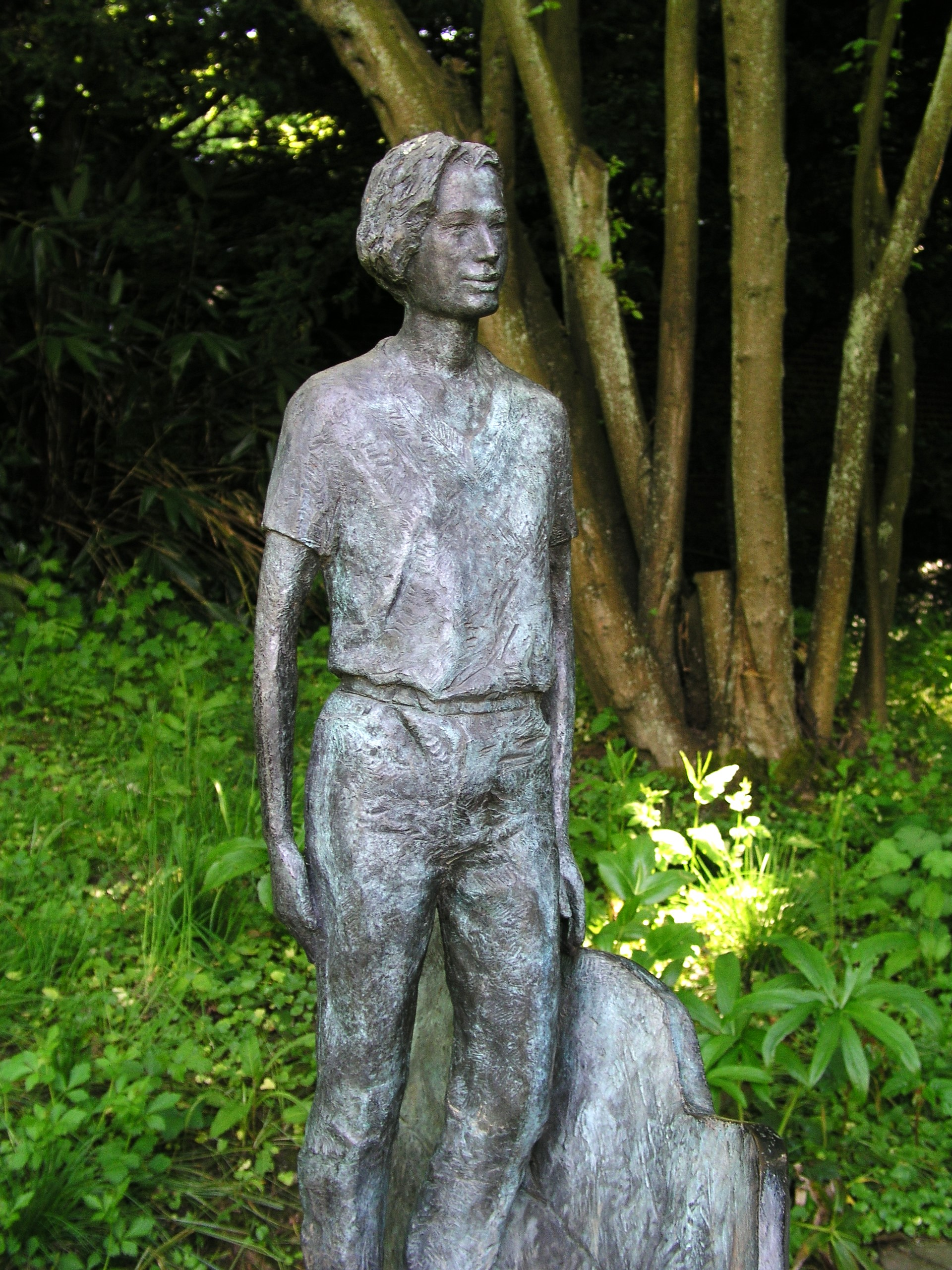
Kelda, éternel printemps (Thérèse Chotteau, 1998).

- À droite de l'entrée principale, les anciennes écuries du château, construites par Georges Collin en même temps que la conciergerie en 1920, ont été restaurées en 1992 et abritent aujourd'hui le Centre régional d'initiation à l'écologie, animé par l'asbl Tournesol-Zonnebloem.
- La Villa Blanche, datant du début du XXe siècle, a été construite en style Art nouveau et transformée par l'architecte Alban Chambon. Elle était destinée à abriter les amis de la famille Tournay-Solvay. Restaurée, elle est occupée aujourd'hui par la Fondation européenne pour la sculpture et par la Fondation Forêt de Soignes qui initie et soutient les initiatives et collaborations nécessaires à la réalisation d'une vision interrégionale et commune en faveur de la protection et du renforcement de la forêt de Soignes.
- L'allée qui surplombe l'important remblai de la chaussée de la Hulpe présente une réplique de tête Olmèque par Ignacio Pérez Solorzano. L'expressivité et l'autorité qui se dégage du visage tout en rondeur de ce représentant d'une civilisation disparue d'Amérique centrale (1.200 ACN) en fait l'une des plus représentatives parmi les 17 têtes olmèques découvertes à ce jour sur le site archéologique mexicain de San Lorenzo.
- Kelda, éternel printemps de Thérèse Chotteau (1998, entrée du potager) célèbre le souvenir d'une jeune fille, morte dans la fleur de l'âge, Kelda Spangenberg (1974-1996), à qui ses parents endeuillés ont voulu témoigner leur attachement. Sur un socle qui reproduit son écriture – un court texte qui parle de la nature et des choses qu'elle aimait – se dresse un portrait, qui est aussi une métaphore de l'éternelle enfance : En bronze patiné dans les tons verts sous les frondaisons, elle nous apparaît sous la forme d'une elfe moderne, silhouette élancée effleurant du doigt une feuille de chêne aussi grande qu'elle.

Château et parc Solvay
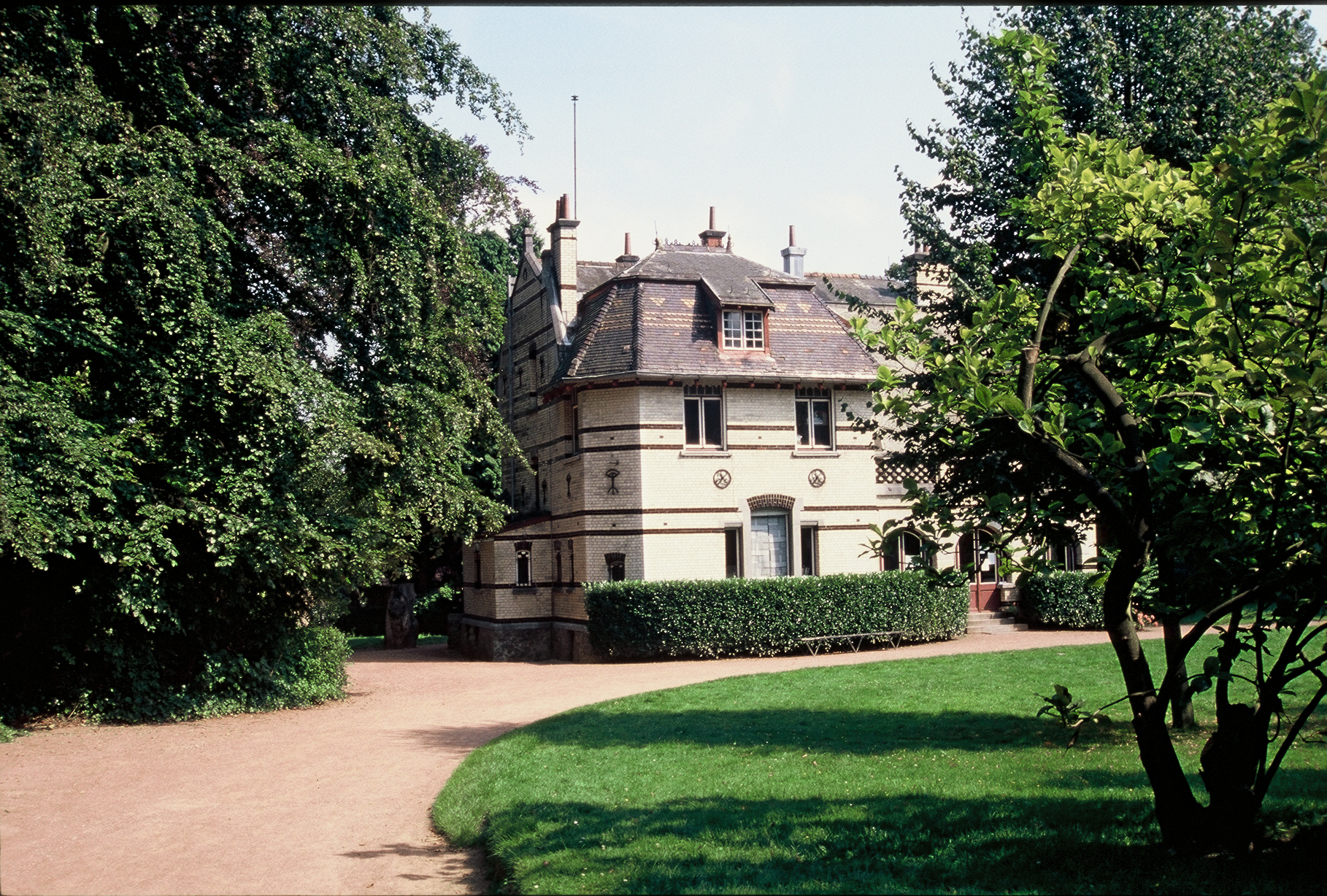
Villa Blanche.
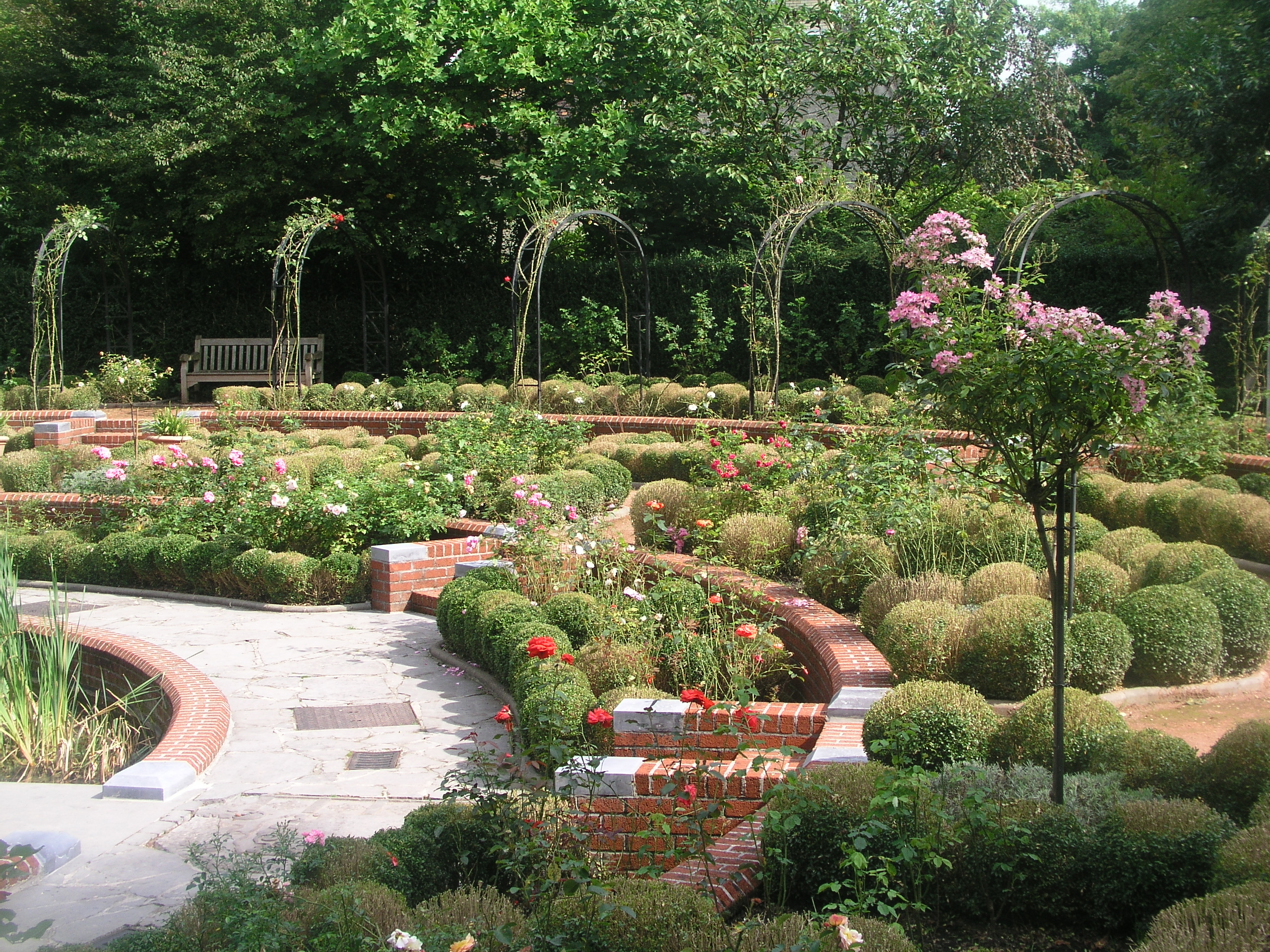
Roseraie.
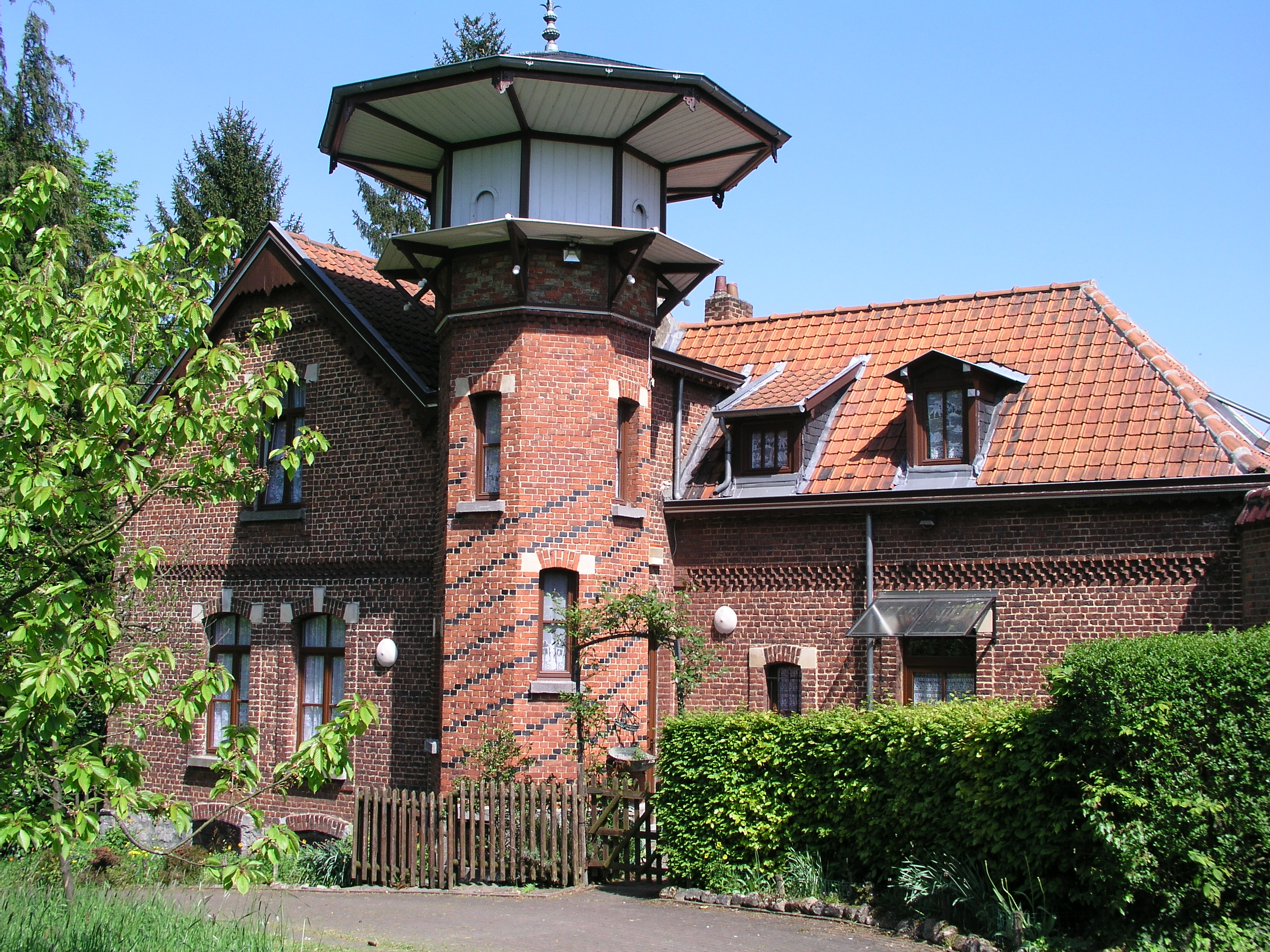
Conciergerie.
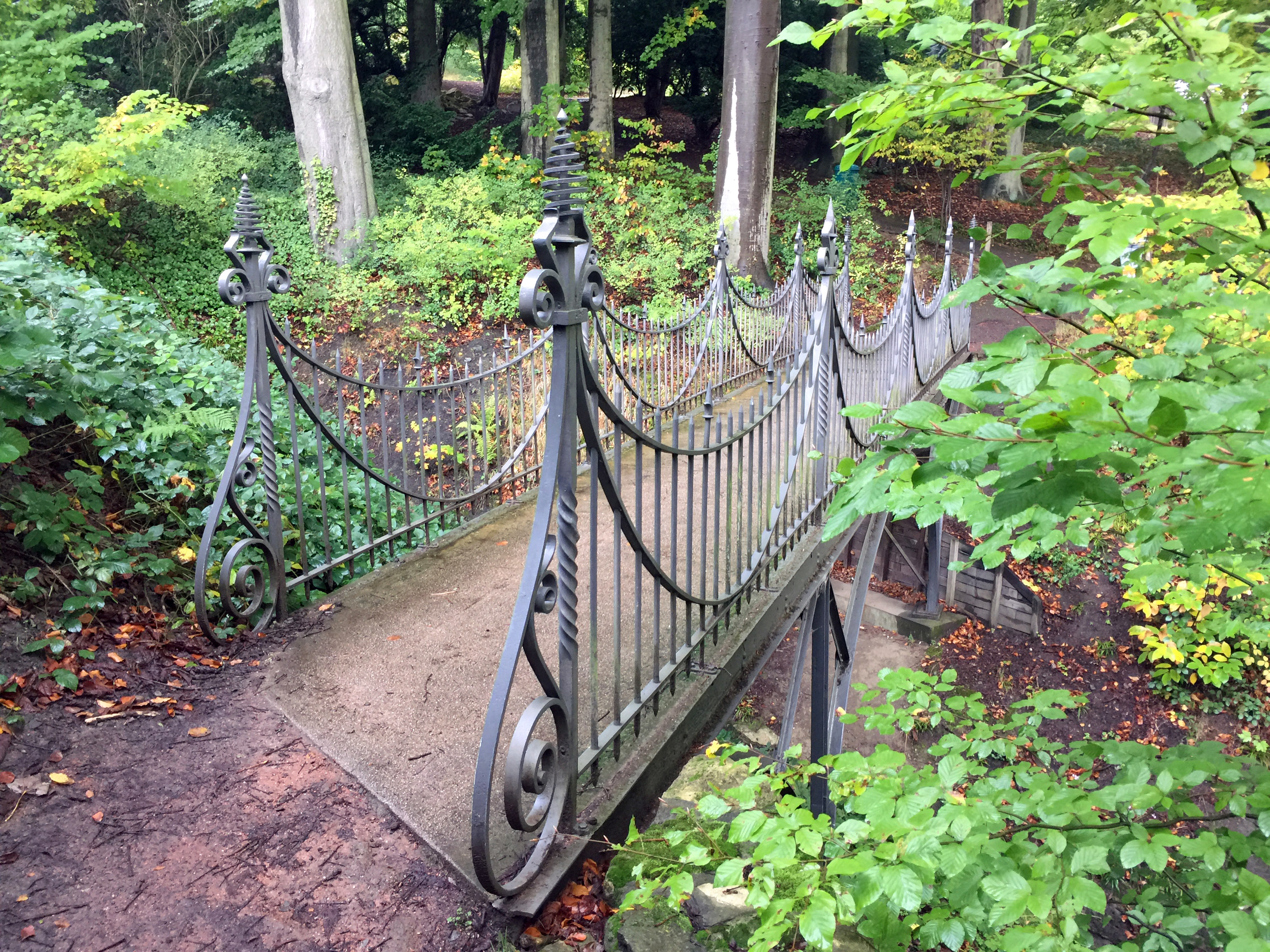
Pont.
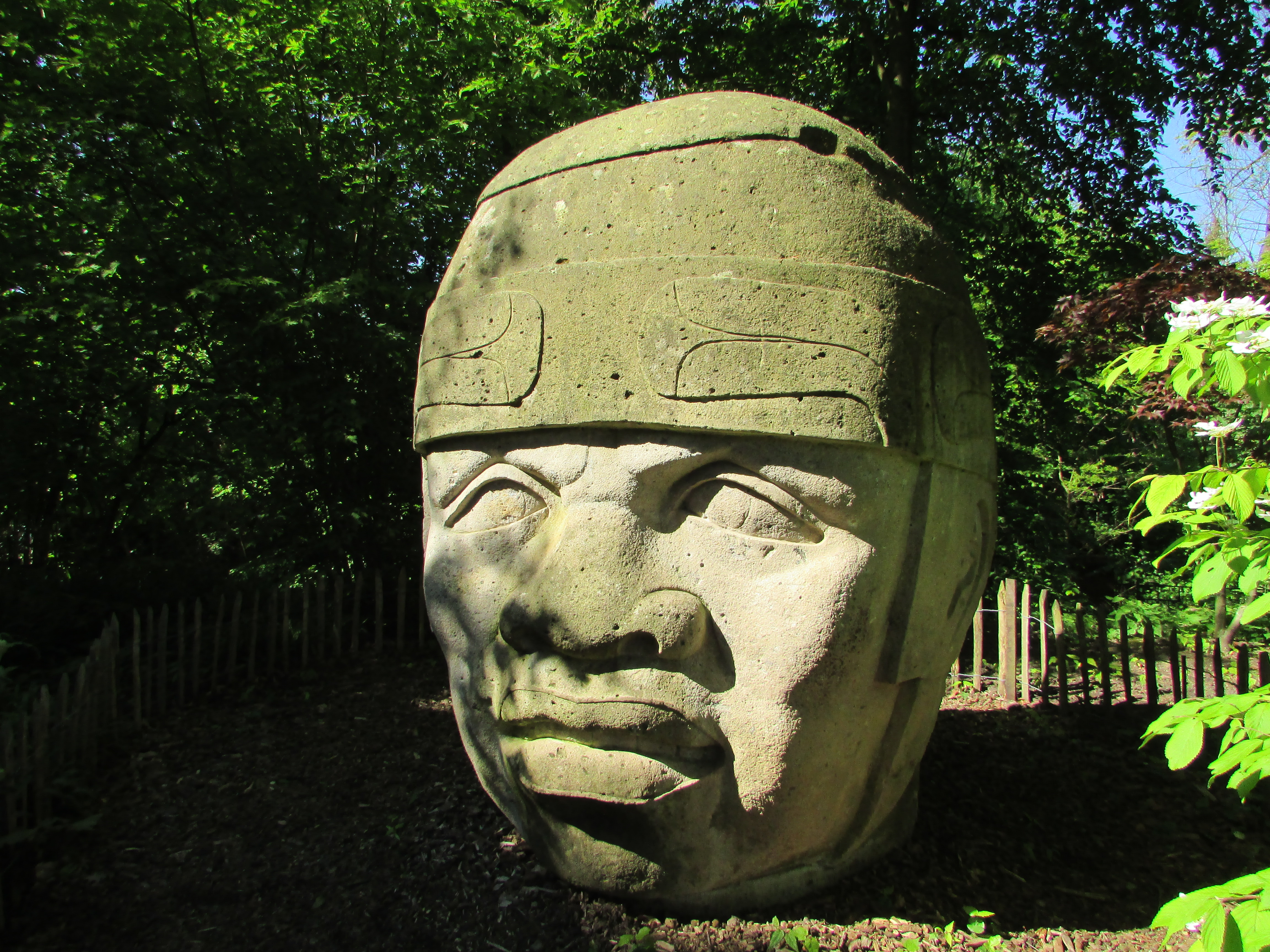
Tête Olmèque.